# Allocareproctus
Allocareproctus is een geslacht van straalvinnige vissen uit de familie van slakdolven (Liparidae).

## Soorten
- Allocareproctus jordani (Burke, 1930)
- Allocareproctus kallaion Orr & Busby, 2006
- Allocareproctus tanix Orr & Busby, 2006
- Allocareproctus unangas Orr & Busby, 2006
- Allocareproctus ungak Orr & Busby, 2006